# The Karate Kid (datorspel)
The Karate Kid är ett NES-spel utvecklat av Atlus och utgivet av LJN till NES. Spelet är ett sidscrollande actionspel, och följer handlingen från den första och andra Karate Kid-filmen.

### Fotnoter
1. 1 2 3 4  The Karate Kid Arkiverad 21 januari 2012 hämtat från the Wayback Machine. på Gamefaqs
2. ↑  ”The Karate Kid”. NES DB. 2 mars 1987. Arkiverad från originalet den 4 mars 2016. https://web.archive.org/web/20160304130826/http://www.nesdb.se/game_more.php?id=803&rid=4. Läst 28 juni 2014.
3. ↑  The Karate Kid game overview på Mobygames